# Million Dollar Baby (canción)
«Million Dollar Baby» es una canción de la cantante estadounidense Ava Max. Fue lanzado el 1 de septiembre de 2022 a través de Atlantic Records como el segundo sencillo de su segundo álbum de estudio Diamonds & Dancefloors (2023). La canción fue escrita por Max, Diane Warren, Jessica Agombar, Michael Pollack, Cirkut, David Stewart y Lostboy y producida por los últimos tres. «Million Dollar Baby» es una canción pop y de eurodance, con influencias de la música de los años 2000. Interpola «Can't Fight the Moonlight» de LeAnn Rimes, con letras de empoderamiento. Un videoclip acompañante fue dirigido por Andrew Donoho y muestra a Max viéndose a sí misma actuar en un club nocturno.

## Antecedentes y lanzamiento
El 10 de agosto de 2022, Max publicó un video con un fragmento de «Million Dollar Baby» a través de TikTok. El 26 de agosto, publicó otro video usando el mismo fragmento, esta vez acompañada de la cantante estadounidense LeAnn Rimes. En el video, las dos recrean una escena de Coyote Ugly (2000), cuya banda sonora incluye «Can't Fight the Moonlight» de Rimes, la canción que «Million Dollar Baby» interpola. Al siguiente día, Max anunció la canción y reveló su portada en sus redes sociales.
«Million Dollar Baby» se lanzó como el segundo sencillo del segundo álbum de estudio de Max, Diamonds & Dancefloors, el 1 de septiembre de 2022. La canción fue escrita por Max, Diane Warren, Jessica Agombar, Michael Pollack, David Stewart, Cirkut y Lostboy y producida por los últimos tres. La portada de la canción presenta a la cantante sentada encima de un auto deportivo gris. Max afirmó que la canción fue grabada durante un período de tiempo difícil, con el título y la letra relacionados con la «valoración propia» y la superación de la adversidad.

## Composición
Musicalmente, «Million Dollar Baby» es una canción pop y de eurodance, inspirada en la música de los años 2000. La canción interpola «Can't Fight the Moonlight» de LeAnn Rimes, que sirve como el tema principal de Coyote Ugly. La canción suelta el nombre de la película de 2004 del mismo nombre, mientras que Lindsay Zoladz de The New York Times notó similitudes con la canción de Lady Gaga de 2009 «Bad Romance» en el puente. La letra se basa en el tema del empoderamiento, que comienza con el dolor y termina con la emancipación.

## Recepción crítica
Escribiendo para KIIS-FM, Rebekah Gonzalez describió «Million Dollar Baby» como «lista para la pista de baile» y la consideró una «canción del verano»,  mientras que Shaad D'Souza de Paper pensó que la canción sonaba «eufórica». Escribiendo para Los Angeles, Abigail Siatkowski opinó que Max se inspiró en Lady Gaga y desarrolló «Million Dollar Baby» con su propia «llamarada pop». Zoladz elogió la producción «elegante [y] calisténica» de la canción, pero creyó que Max era solo una «practicante» pop sin una «personalidad distinta». El escritor de Jenesaispop Jordi Bardaji mencionó que «‘Million Dollar Baby’ no es una mala canción en absoluto, pero probablemente convenza más si no habías escuchado ‘Can’t Fight the Moonlight’ ya unos cuantos millones de veces durante tu infancia o pre-adolescencia».

## Videoclip
Max publicó un avance del videoclip de «Million Dollar Baby» en sus redes sociales un día antes del lanzamiento de la canción. El videoclip fue lanzado el mismo día que la canción y fue dirigido por Andrew Donoho.

### Sinopsis
El video empieza con Max, quien luce cabello castaño, entrando a un club nocturno con el mismo nombre que su segundo álbum de estudio, Diamonds & Dancefloors. Dentro del club, ve a una versión rubia de sí misma haciendo una presentación en el escenario con un grupo de bailarines de respaldo. Cuando la versión rubia de Max va a su camerino, su versión de cabello castaño la sigue. Las dos terminan combinándose en una sola entidad de cabello oscuro con un vestido brillante, quién hace una presentación y termina desapareciendo.

### Recepción crítica
Rebekah González de KIIS-FM consideró que el videoclip era «impresionante», mientras que el escritor del personal de Uproxx Adrian Spinelli escribió que era «opulento».

## Promoción
El 13 de noviembre de 2022, Max interpretó «Million Dollar Baby» desde un diamante gigante en los MTV Europe Music Awards 2022. El 18 de noviembre de 2022, Max volvió a interpretar la canción en los NRJ Music Awards 2022. La canción aparece en el videojuego de baile Just Dance 2023 Edition, con la coreografía interpretada por la propia Max como entrenadora.

## Créditos y personal
Créditos adaptados de Tidal.
- Amanda Ava Koci – voz, composición
- Henry Walter – composición, producción, programación
- David Stewart – composición, producción, programación
- Lostboy – composición, producción
- Jessica Agombar – composición
- Michael Pollack – composición
- Diane Warren – composición
- Tom Norris – mezcla
- Chris Gehringer – masterización

## Posicionamiento en listas

### Listas semanales
| Listas (2022–2023)                                    | Mejor posición |
| ----------------------------------------------------- | -------------- |
| Argentina (Monitor Latino Anglo)                      | 15             |
| Alemania (Airplay Charts Deutschland)                 | 7              |
| Alemania (Download Charts Single)                     | 33             |
| Bélgica (Ultratop 50 Flandes)                         | 12             |
| Bélgica (Ultratop 50 Valonia)                         | 17             |
| Bolivia (Monitor Latino Anglo)                        | 7              |
| Bulgaria (PROPHON)                                    | 7              |
| Canadá (Billboard Canada CHR/Top 40)                  | 40             |
| Canadá (Billboard Canada Hot AC)                      | 31             |
| Chile (Monitor Latino Anglo)                          | 13             |
| CEI (Tophit)                                          | 2              |
| Corea del Sur (Circle Download)                       | 190            |
| Croacia (HRT)                                         | 8              |
| Ecuador (Monitor Latino Anglo)                        | 15             |
| Eslovaquia (Rádio Top 100)                            | 25             |
| Estados Unidos (Billboard Adult Top 40)               | 23             |
| Estados Unidos (Billboard Hot Dance/Electronic Songs) | 11             |
| Estados Unidos (Billboard Mainstream Top 40)          | 28             |
| Finlandia (Radiosoittolista)                          | 6              |
| Francia (SNEP)                                        | 139            |
| Hungría (Dance Top 40)                                | 4              |
| Hungría (Rádiós Top 40)                               | 1              |
| Hungría (Single Top 40)                               | 11             |
| Nueva Zelanda (Hot Singles)                           | 29             |
| Países Bajos (Dutch Top 40)                           | 27             |
| Países Bajos (Single Tip)                             | 22             |
| Polonia (Polish Airplay Top 100)                      | 17             |
| Rusia (Tophit)                                        | 2              |
| Suecia (Sverigetopplistan)                            | 67             |
| Suiza (Schweizer Airplay)                             | 14             |
| Ucrania (Tophit)                                      | 70             |

### Listas mensuales
| Listas (2022–2023) | Mejor posición |
| ------------------ | -------------- |
| CEI (Tophit)       | 4              |
| Rusia (Tophit)     | 5              |
| Ucrania (Tophit)   | 79             |

### Listas de fin de año
| Listas (2022)                 | Posición |
| ----------------------------- | -------- |
| Bélgica (Ultratop 50 Flandes) | 102      |
| Bélgica (Ultratop 50 Valonia) | 147      |
| CEI (Tophit)                  | 77       |
| Croacia (HRT)                 | 97       |
| Rusia (Tophit)                | 83       |

## Historial de lanzamiento
| Región         | Fecha                   | Formato(s)                 | Discográfica       | Ref.   |
| -------------- | ----------------------- | -------------------------- | ------------------ | ------ |
| Varios         | 1 de septiembre de 2022 | Descarga digital streaming | Atlantic Records   | [ 6 ]  |
| Italia         | 9 de septiembre de 2022 | Airplay                    | Warner Music Group | [ 63 ] |
| Estados Unidos | 31 de octubre de 2022   | Hot adult contemporary     | Atlantic Records   | [ 64 ] |
| Estados Unidos | 1 de noviembre de 2022  | Contemporary hit radio     | Atlantic Records   | [ 65 ] |